# Europa Cinemas
Europa Cinemas, auch Europa Cinemas Network und International Network of Cinemas for the Circulation of European Films, ist ein 1992 von MEDIA und dem Centre national du cinéma et de l’image animée (CNC) gegründetes europäisches Filmtheater-Netzwerk zur Förderung des europäischen Films mit Sitz in Paris. Finanziell unterstützt werden Kinos, die einen festgelegten Mindestanteil von europäischen Filmen (ohne die jeweiligen nationalen) in ihrem Programm zeigen. Die Förderung durch das MEDIA-Programm der EU wird durch das EURIMAGES-Programm des Europarates ergänzt, das sich an die europäischen Länder außerhalb der EU richtet.
Das Netzwerk umfasst 1302 Kinos mit 3192 Leinwänden in 39 Ländern (Stand 2025). Es veranstaltet eine jährliche Konferenz und verleiht seit 2003 auf den fünf großen europäischen Filmfestivals in Berlin, Cannes, Karlovy Vary, Locarno und Venedig das Europa Cinemas Label an jeweils einen durch eine Jury bestimmten europäischen Film.